# مركبة سايكي الفضائية
سايكي Psyche spacecraft هو مسبار فضائي له مهمة مدارية مُخططة لها لاستكشاف أصل النوى الكوكبية من خلال دراسة الكويكب الفلزي 16 سايكي. ليندي إلكينز تانتون من جامعة ولاية أريزونا هي الباحثة الرئيسية للمهمة التي اقترحتها كجزء من برنامج ديسكفري التابع لناسا. سيدير مختبر الدفع النفاث (جي بّي إل) التابع لناسا المشروع.
16 سايكي هو أثقل كويكب معروف من النوع إم، ويُعتقد أنه النواة الحديدية المكشوفة لكوكب أولي، أي بقايا اصطدام عنيف بجرم آخر جرده من قشرته الخارجية. تشير عمليات رصد الكويكب من الأرض باستخدام الرادار إلى أنه يتكون من الحديد والنيكل. في 4 يناير 2017، اختيرت سايكي باعتبارها المهمة رقم 14 في برنامج ديسكفري التابع لناسا.

## نظرة تاريخية
اقتُرحت مهمة سايكي كجزء من دعوة لتقديم مقترحات لبرنامج ديسكفري التابع لناسا قبل إغلاق باب الاقتراح في فبراير 2015. وصلت المهمة إلى المراحل الأخيرة من عملية الاختيار في 30 سبتمبر 2015، كواحدة من بين خمس مهمات مُقترحة في التصفيات النهائية لعملية الاختيار ومُنحت 3 ملايين دولار أمريكي لتطوير مفهومها. كان أحد جوانب الاختيار هو اجتياز اختبار زيارة الموقع، أي عندما يقوم نحو 30 شخصًا من ناسا بإجراء مقابلات وفحص واستجواب للمقترحين وخطتهم.
في 4 يناير 2017، اختيرت لوسي وسايكي باعتبارهما المهمتين رقم 13 و14 على التوالي في برنامج ديسكفري، مع تحديد موعد إطلاق سايكي في عام 2023. في مايو 2017، جرى تقديم موعد الإطلاق إلى يوليو 2022 لاستهداف مسار أكثر كفاءة، ومن المقرر إطلاق المركبة الفضائية على متن صاروخ فالكون الثقيل التابع لسبيس إكس لتصل إلى وجهتها في 31 يناير 2026 بمساعدة جاذبية المريخ في 23 مايو 2023.

## نظرة عامة
ستستخدم مركبة سايكي الدفع كهربائي بالطاقة الشمسية، وستشمل حمولتها العلمية أداة تصوير ومقياس مغناطيسية ومطياف لأشعة غاما.
تُظهر البيانات أن قطر كويكب 16 سايكي يبلغ نحو 252 كيلومتر (157 ميل). يعتقد العلماء أن 16 سايكي قد يكون النواة المكشوفة لكوكب أولي وصل حجمه حتى حجم المريخ وفقد سطحه خلال سلسلة من التصادمات العنيفة.
ستُنطلق المهمة في يوليو 2022 وستصل إلى وجهتها خلال أربع سنوات لتبدأ 21 شهرًا من المهام العلمية. ستُبنى المركبة من قبل مختبر الدفع النفاث (جي بّي إل) التابع لناسا بالتعاون مع شركة إس إس إل وجامعة ولاية أريزونا.
اقتُرح أن يحمل الصاروخ على متنه مهمةً أخرى منفصلة تسمى أثينا، التي ستقوم بالتحليق بجانب 2 باللاس، ثالث أكبر كويكب في النظام الشمسي. في عام 2020، أُعلن أن صاروخ فالكون الثقيل سيحمل حمولتين ثانويتين من الأقمار الصناعية الصغيرة لدراسة الغلاف الجوي للمريخ والكويكبات الثنائية، يُسميان إسكابيد (مستكشف الإفلات والتسارع البلازمي والديناميكيات) وجانوس على التوالي.

### الأهداف العلمية
كان التباين عمليةً أساسيةً في تشكيل العديد من الكويكبات وجميع الكواكب الأرضية، ويمكن للاستكشاف المباشر للنواة الكويكب أن يعزز فهم هذه العملية بشكل كبير. سوف تدرس المهمة جيولوجيا 16 سايكي وشكله والعناصر المكونة له وحقله المغناطيسي وتوزيعه الكتلي. من المتوقع أن تعزز هذه المهمة فهمنا لتشكل الكواكب وما يجري بداخلها.
على وجه التحديد، تشمل الأهداف العلمية للمهمة ما يلي:
- فهم إحدى اللبنات الأساسية لتشكل الكواكب التي لم تُستكشف سابقًا: النوى الحديدية.
- دراسة باطن الكواكب الأرضية، بما في ذلك الأرض، من خلال الفحص المباشر لباطن جرم متباين، الذي لا يمكن رؤيته خلاف ذلك.
- استكشاف نوع جديد من العوالم، أي تلك المكونة من الفلزات.

الأهداف العلمية هي:
- تحديد ما إذا كان 16 سايكي نواةً، أو مادةً غير منصهرة.
- تحديد الأعمار النسبية لمناطق سطح 16 سايكي.
- تحديد ما إذا كانت الأجرام الفلزية الصغيرة تشتمل نفس العناصر الخفيفة الموجودة في نواة الأرض عالية الضغط.
- تحديد ما إذا كان 16 سايكي قد تشكل في ظروف أكثر تأكسدًا أو أكثر اختزالًا من نواة الأرض.
- وصف طبوغرافيا 16 سايكي.

الأسئلة العلمية التي ستعالجها هذه المهمة هي:
- هل 16 سايكي هو النواة المُجردة لكوكب مُصغر متباين، أم أنه تشكل كجرم غني بالحديد؟ ما هي اللبنات الأساسية للكواكب؟ هل تتمتع الكواكب المصغرة التي تشكلت بالقرب من الشمس بتراكيب كتلية مختلفة جدًا؟
- إذا كان 16 سايكي قد جُرد من طبقة الوشاح، فمتى وكيف حدث ذلك؟
- إذا كان 16 سايكي قد انصهر ذات مرة، فهل تتجمد من الداخل إلى الخارج، أم من الخارج إلى الداخل؟
- هل أنتج 16 سايكي دينامو مغناطيسي أثناء بروده؟
- ما هي عناصر السبائك الرئيسية التي توجد مع الحديد في النواة؟
- ما هي الخصائص الرئيسية للسطح الجيولوجي والطبوغرافيا العالمية للكويكب؟ هل يبدو 16 سايكي مختلفًا جذريًا عن الأجرام الصخرية والجليدية المعروفة؟
- كيف تختلف الفوهات على الأجرام الفلزية عن تلك الموجودة على الأجرام الصخرية أو الجليدية؟